# Azzurro 1990
La nona edizione di Azzurro si è tenuta al Palazzo del Cinema di Venezia durante la primavera del 1990. È stata trasmessa per tre puntate su Italia 1, con la finale andata in onda il 28 aprile.
La conduzione venne affidata a Heather Parisi con Francesco Salvi e Vittorio Salvetti.
La sigla iniziale era Bakerman dei Laid Back.

## Squadre partecipanti e classifica finale

### Squadra rosa
Voti: 7 800
- Mia Martini – Danza pagana
- Jive Bunny – Swing the Mood
- Scialpi – Il grande fiume
- Luca Carboni – Te che non so chi sei
- Paola Turci – Frontiera
- Mietta – La farfalla

### Squadra gialla
Voti: 6 300
- Adam Ant – Room at the Top
- Jenny Morris – She Has to Be Loved
- Kim Wilde – It's Here
- Nick Kamen – I Promised Myself
- Ron – Piove

### Squadra verde
Voti: 5 550
- Beats International – Dub Be Good to Me
- Bob Geldof – The Great Song of Indifference
- Denovo – Mi viene un brivido
- Fabio Concato – Speriamo che piova
- Vitamin Z – Burn for You

### Squadra arancio
Voti: 5 200
- Alberto Fortis – Vita che è vita
- Andrew Ridgeley – Shake
- Basia – Cruising for Bruising
- Papa Winnie – Get Up
- Halo James – Could I Have Told You So?
- Paul Young – Softly Whispering I Love You

### Squadra blu
Voti: 4 850
- Belinda Carlisle – La Luna
- Marc Almond – A Lover Spurned
- Steve Rogers Band – Hey Man
- Joe Cocker – What Are You Doing with a Fool Like Me?
- The Cross – Power to Love